# Kobus kob thomasi
Cob de Thomas, Kob de Thomas
Sous-espèce
Synonymes
- Adenota kob thomasi (Sclater, 1896)[1]
- Cobus thomasi Sclater, 1896[1]

Kobus kob thomasi, le Cob de Thomas ou Kob de Thomas, est une sous-espèce du Cobe de Buffon, une antilope. Elle est répartie en Afrique subsaharienne, au Soudan du Sud, en Ouganda et en République démocratique du Congo. Le Cob de Thomas est normalement brun rougeâtre, ce qui le différencie des autres sous-espèces de Cobs.
Un Cob de Thomas apparaît sur les armoiries de l'Ouganda, en compagnie d'une Grue royale (Balearica regulorum gibbericeps), représentant la faune abondante présente dans le pays.

## Systématique
La sous-espèce Kobus kob thomasi a été décrite pour la première fois en 1896 par le zoologiste britannique Philip Lutley Sclater (1829-1913) comme une espèce à part entière sous le taxon Cobus thomasi.

## Description
Le Cob de Thomas ressemble en apparence à l'impala, mais il est plus charpenté.
Seuls les mâles ont des cornes en forme de lyre, fortement striées et divergentes. Les mâles sont légèrement plus gros que les femelles, ayant une hauteur au garrot comprise entre 90 et 100 cm, avec un poids moyen de 94 kg, tandis que les femelles ont une hauteur au garrot comprise entre 82 et 92 cm et pèsent en moyenne environ 63 kg.
Leur pelage est doré à brun rougeâtre, couleur le différenciant des autres sous-espèces de kobs.
Le ventre et l'intérieur des pattes sont blancs et le devant des pattes antérieures est noir,.

## Répartition et habitat
Cette sous-espèce est endémique de l'Afrique de l'Est. Elle est présente au Soudan du Sud, à l'ouest du Nil, en Ouganda et dans le Nord-Est de la République démocratique du Congo.
Son aire de répartition s'étendait jusqu'au Nord-Ouest de la Tanzanie, où elle broutait les prairies bordant le lac Victoria, et jusqu'au Sud-Ouest du Kenya où elle a disparu.
On la trouve généralement dans la savane ouverte ou boisée, à une distance raisonnable de l'eau.
Son habitude de s'allonger dans les prairies ouvertes en fait une cible accessible pour les braconniers, et 98% de la population actuelle se trouve dans les parcs nationaux et autres zones protégées.

## Comportement

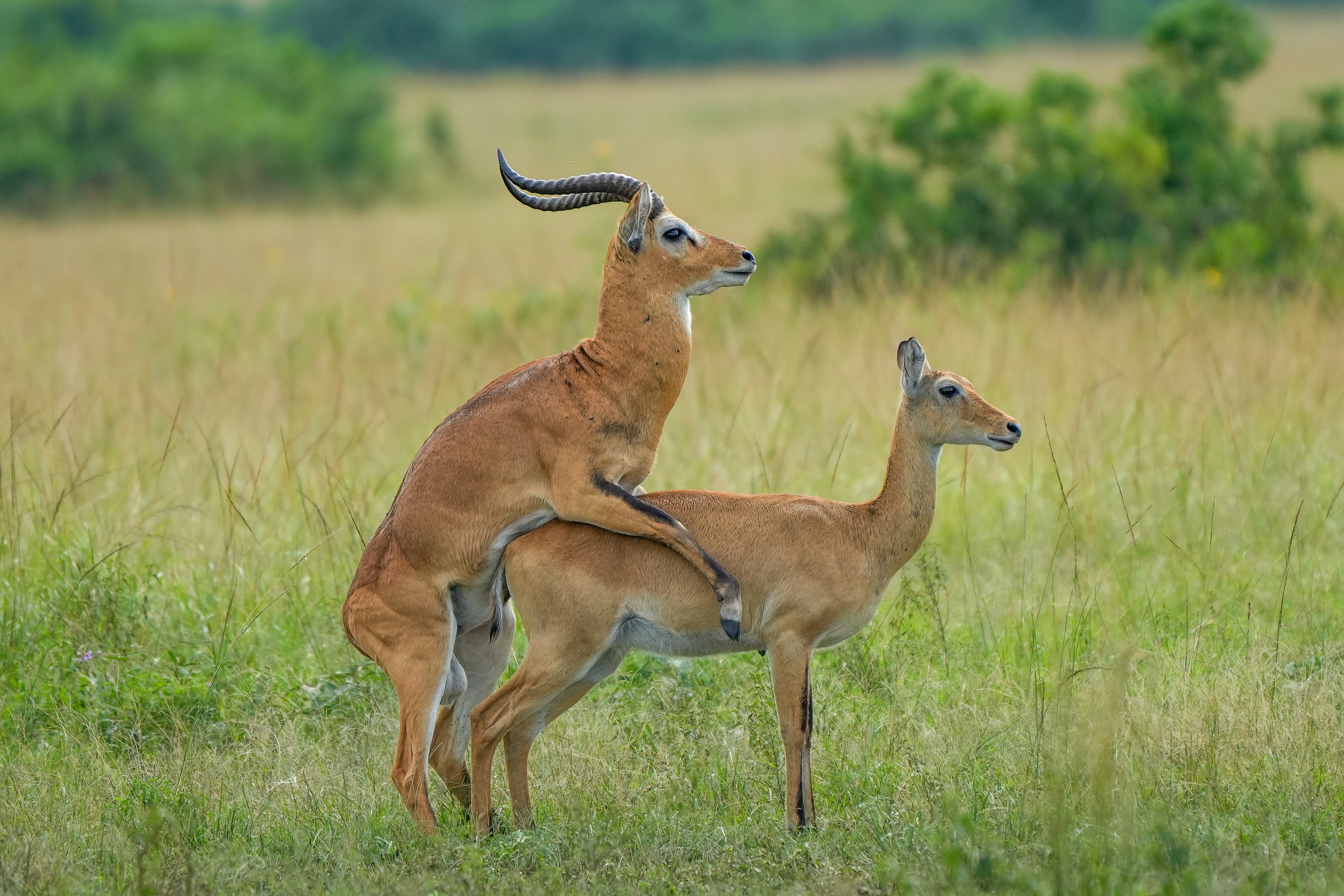
Accouplement de Kobus kob thomasi dans le parc national Queen Elizabeth en Ouganda.

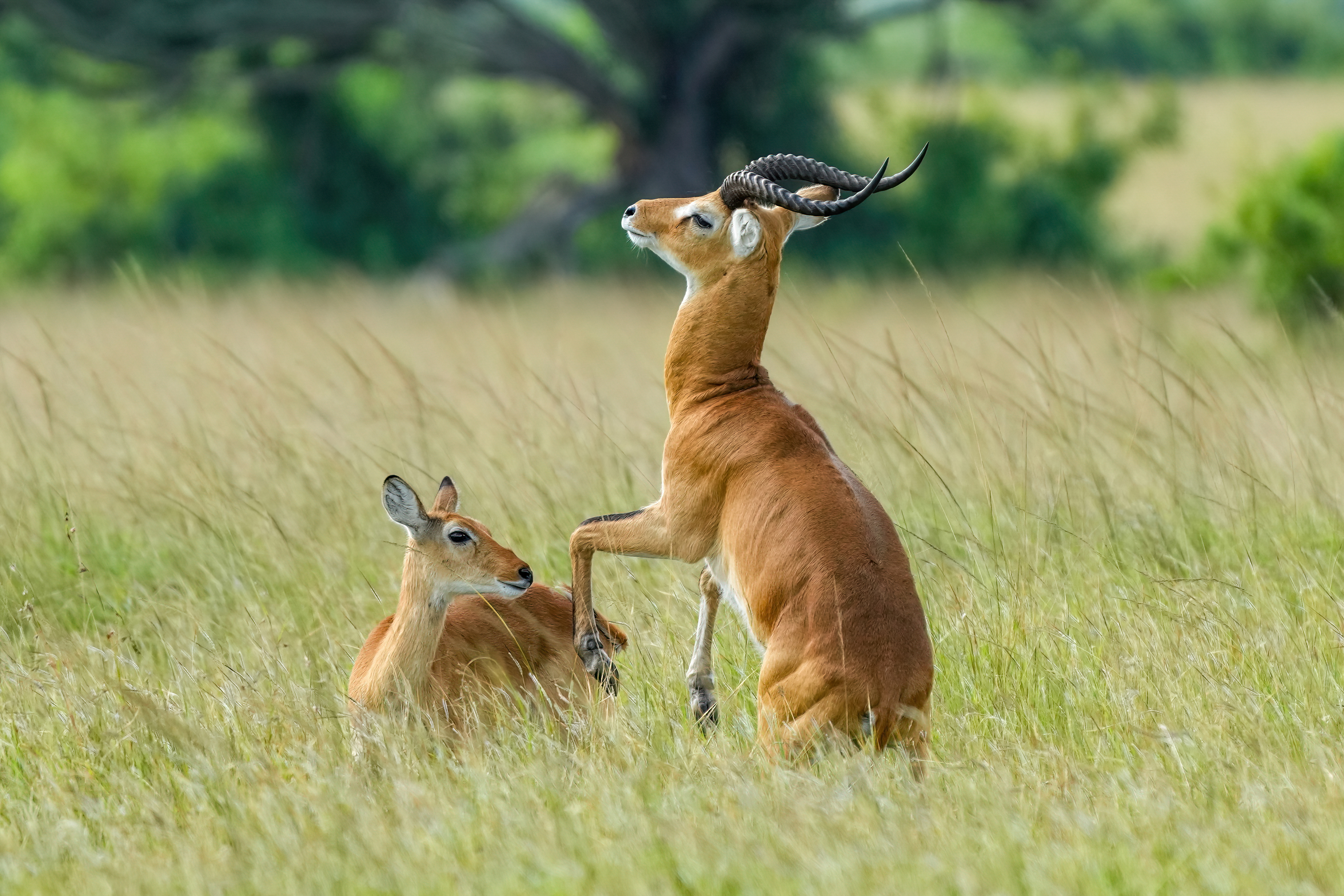
Mâle Kobus kob thomasi essayant de séduire une femelle dans le parc national Queen Elizabeth en Ouganda.

Les Cobs de Thomas sont herbivores et se nourrissent principalement d'herbes et de roseaux.
Les femelles et les jeunes mâles forment des groupes souples de taille variable  en fonction de la disponibilité de la nourriture, se déplaçant souvent le long des cours d'eau et broutant dans les fonds de vallée. Au Soudan du Sud, un groupe a voyagé sur près de 150 km pendant la saison sèche.
Parfois, les mâles non reproducteurs forment leurs propres groupes.
Les femelles deviennent sexuellement matures au cours de leur deuxième année, mais les mâles ne commencent pas à se reproduire avant d'être plus âgés.
Les populations plus importantes de cobes ont tendance à avoir un système d'accouplement reposant sur les aires de parade, les femelles vivant en groupes souples et ne visitant les aires de reproduction traditionnelles que pour s'accoupler.
À cette fin, les mâles détiennent de petits territoires allant jusqu'à 200 m (660 pi) de diamètre, les plus petits territoires étant au centre de leks bondés.
Le vêlage a lieu à la fin de la saison des pluies ; un seul veau naît en novembre ou décembre, après une période de gestation d'environ neuf mois.